# 1152
Il 1152 (MCLII in numeri romani) è un anno bisestile del XII secolo.

## Eventi
- Il conflitto fra le famiglie di Svevia e Baviera si risolve con l'elezione a re dei Romani di Federico Barbarossa, imparentato con entrambe le famiglie.[1]
- L'11 marzo il matrimonio tra Eleonora d'Aquitania e Luigi VII di Francia è dichiarato nullo per consanguineità nel sinodo di Beaugency. Sei settimane dopo, il 18 maggio, Eleonora diviene sposa di Enrico II d'Inghilterra
- il 26 maggio si scontrano Grosseto con Follonica in una guerra che durerà pochi giorni, ma con altissime perdite per parte (26/07/1152-29/07/1152)

## Nati
- Maria Comnena, bizantina († 1182)
- Giacomo d'Avesnes, nobile francese († 1191)
- Gilbert Hérail, cavaliere medievale spagnolo († 1200)
- Ruggero IV di Puglia, nobile normanno († 1161)
- Aimerico Manrique de Lara, nobile spagnolo († 1177)

## Morti
- 8 gennaio - Corrado I di Zähringen, nobile tedesco (n. 1090)
- 10 gennaio - Tebaldo II di Champagne, conte
- 29 gennaio - Ermanno II di Winzenburg, nobile tedesco
- 15 febbraio - Corrado III di Svevia, duca tedesco (n. 1093)
- 3 maggio - Matilde di Boulogne, contessa
- 12 giugno - Enrico di Scozia, nobile scozzese (n. 1114)
- 13 ottobre - Chelidonia, religiosa italiana
- 14 ottobre - Raul I di Vermandois, nobile franco (n. 1085)
- Adelardo di Bath, filosofo, matematico e astrologo britannico (n. 1080)
- Adelelmo di Le Mans, monaco cristiano francese
- Liutgarda di Salzwedel, nobile tedesca (n. 1110)
- Alberone di Montreuil, arcivescovo cattolico tedesco (n. 1080)
- Nicola IV Muzalone, arcivescovo ortodosso bizantino (n. 1070)
- Raimondo di Toledo, arcivescovo cattolico francese
- Raimondo II di Tripoli, conte
- Roberto di Selby
- Viṣṇuvardhana, sovrano indiano (n. 1108)

## Calendario
| Calendario 1152 | Calendario 1152 | Calendario 1152 | Calendario 1152 | Calendario 1152 | Calendario 1152 | Calendario 1152 | Calendario 1152 | Calendario 1152 | Calendario 1152 | Calendario 1152 | Calendario 1152 | Calendario 1152 | Calendario 1152 | Calendario 1152 | Calendario 1152 | Calendario 1152 | Calendario 1152 | Calendario 1152 | Calendario 1152 | Calendario 1152 | Calendario 1152 | Calendario 1152 | Calendario 1152 | Calendario 1152 | Calendario 1152 | Calendario 1152 | Calendario 1152 | Calendario 1152 | Calendario 1152 | Calendario 1152 | Calendario 1152 | Calendario 1152 |
| --------------- | --------------- | --------------- | --------------- | --------------- | --------------- | --------------- | --------------- | --------------- | --------------- | --------------- | --------------- | --------------- | --------------- | --------------- | --------------- | --------------- | --------------- | --------------- | --------------- | --------------- | --------------- | --------------- | --------------- | --------------- | --------------- | --------------- | --------------- | --------------- | --------------- | --------------- | --------------- | --------------- |
|                 | 1               | 2               | 3               | 4               | 5               | 6               | 7               | 8               | 9               | 10              | 11              | 12              | 13              | 14              | 15              | 16              | 17              | 18              | 19              | 20              | 21              | 22              | 23              | 24              | 25              | 26              | 27              | 28              | 29              | 30              | 31              |                 |
| Gennaio         | Ma              | Me              | Gi              | Ve              | Sa              | Do              | Lu              | Ma              | Me              | Gi              | Ve              | Sa              | Do              | Lu              | Ma              | Me              | Gi              | Ve              | Sa              | Do              | Lu              | Ma              | Me              | Gi              | Ve              | Sa              | Do              | Lu              | Ma              | Me              | Gi              |                 |
| Febbraio        | Ve              | Sa              | Do              | Lu              | Ma              | Me              | Gi              | Ve              | Sa              | Do              | Lu              | Ma              | Me              | Gi              | Ve              | Sa              | Do              | Lu              | Ma              | Me              | Gi              | Ve              | Sa              | Do              | Lu              | Ma              | Me              | Gi              | Ve              |                 |                 |                 |
| Marzo           | Sa              | Do              | Lu              | Ma              | Me              | Gi              | Ve              | Sa              | Do              | Lu              | Ma              | Me              | Gi              | Ve              | Sa              | Do              | Lu              | Ma              | Me              | Gi              | Ve              | Sa              | Do              | Lu              | Ma              | Me              | Gi              | Ve              | Sa              | Do              | Lu              |                 |
| Aprile          | Ma              | Me              | Gi              | Ve              | Sa              | Do              | Lu              | Ma              | Me              | Gi              | Ve              | Sa              | Do              | Lu              | Ma              | Me              | Gi              | Ve              | Sa              | Do              | Lu              | Ma              | Me              | Gi              | Ve              | Sa              | Do              | Lu              | Ma              | Me              |                 |                 |
| Maggio          | Gi              | Ve              | Sa              | Do              | Lu              | Ma              | Me              | Gi              | Ve              | Sa              | Do              | Lu              | Ma              | Me              | Gi              | Ve              | Sa              | Do              | Lu              | Ma              | Me              | Gi              | Ve              | Sa              | Do              | Lu              | Ma              | Me              | Gi              | Ve              | Sa              |                 |
| Giugno          | Do              | Lu              | Ma              | Me              | Gi              | Ve              | Sa              | Do              | Lu              | Ma              | Me              | Gi              | Ve              | Sa              | Do              | Lu              | Ma              | Me              | Gi              | Ve              | Sa              | Do              | Lu              | Ma              | Me              | Gi              | Ve              | Sa              | Do              | Lu              |                 |                 |
| Luglio          | Ma              | Me              | Gi              | Ve              | Sa              | Do              | Lu              | Ma              | Me              | Gi              | Ve              | Sa              | Do              | Lu              | Ma              | Me              | Gi              | Ve              | Sa              | Do              | Lu              | Ma              | Me              | Gi              | Ve              | Sa              | Do              | Lu              | Ma              | Me              | Gi              |                 |
| Agosto          | Ve              | Sa              | Do              | Lu              | Ma              | Me              | Gi              | Ve              | Sa              | Do              | Lu              | Ma              | Me              | Gi              | Ve              | Sa              | Do              | Lu              | Ma              | Me              | Gi              | Ve              | Sa              | Do              | Lu              | Ma              | Me              | Gi              | Ve              | Sa              | Do              |                 |
| Settembre       | Lu              | Ma              | Me              | Gi              | Ve              | Sa              | Do              | Lu              | Ma              | Me              | Gi              | Ve              | Sa              | Do              | Lu              | Ma              | Me              | Gi              | Ve              | Sa              | Do              | Lu              | Ma              | Me              | Gi              | Ve              | Sa              | Do              | Lu              | Ma              |                 |                 |
| Ottobre         | Me              | Gi              | Ve              | Sa              | Do              | Lu              | Ma              | Me              | Gi              | Ve              | Sa              | Do              | Lu              | Ma              | Me              | Gi              | Ve              | Sa              | Do              | Lu              | Ma              | Me              | Gi              | Ve              | Sa              | Do              | Lu              | Ma              | Me              | Gi              | Ve              |                 |
| Novembre        | Sa              | Do              | Lu              | Ma              | Me              | Gi              | Ve              | Sa              | Do              | Lu              | Ma              | Me              | Gi              | Ve              | Sa              | Do              | Lu              | Ma              | Me              | Gi              | Ve              | Sa              | Do              | Lu              | Ma              | Me              | Gi              | Ve              | Sa              | Do              |                 |                 |
| Dicembre        | Lu              | Ma              | Me              | Gi              | Ve              | Sa              | Do              | Lu              | Ma              | Me              | Gi              | Ve              | Sa              | Do              | Lu              | Ma              | Me              | Gi              | Ve              | Sa              | Do              | Lu              | Ma              | Me              | Gi              | Ve              | Sa              | Do              | Lu              | Ma              | Me              |                 |